# Martín Güemes y Puch
Martín del Milagro Güemes y Puch (Salta, 15 de septiembre de 1816 - íbídem, 26 de diciembre de 1862) fue un hacendado, militar y político argentino, dos veces Gobernador de la Provincia de Salta.
Era el hijo mayor de Martín Miguel de Güemes, héroe de la Guerra Gaucha, un período clave de la Guerra de la Independencia Argentina.

## Biografía

Escudo de la Familia Güemes.

Nacido en la casa quinta "El Carmen de Puch", el día del Señor y Virgen del Milagro, pasó su infancia con su madre, Carmen Puch. Tras la muerte de sus padres, Martín y Luis Güemes fueron criado por sus tíos, los líderes unitarios Manuel y Dionisio Puch, que lo llevaron con ellos a Lima, Perú, donde pasó su infancia y parte de su juventud dedicado al comercio.
Regresó a Salta después de la batalla de Caseros, dedicándose a la administración de los bienes de la familia Puch. Fue ministro de gobierno de su tío, el gobernador Dionisio Puch, y el 20 de octubre de 1856 asumió como gobernador interino durante unos días. A poco de bajar del gobierno, en diciembre, se casó con su prima Adela Güemes, hija de Napoleón Güemes, el menor de los hermanos de su padre, y nieta del influyente comerciante catalán Juan Nadal y Guarda.
El 6 de junio del año siguiente fue elegido gobernador de su provincia, asumiendo el 10 de junio de 1857. Fueron sus ministros Benjamín Villafañe, Pío Tedín, Gumersindo Ulloa y Casiano Goitía.
A principios de su administración se descubrió un principio de revolución en su contra, e incluso el exgobernador José Manuel Saravia intentó regresar desde Bolivia; el intento fracasó y, aunque hubo varios arrestados, estos fueron liberados por falta de pruebas por orden del juez Celedonio de la Cuesta.
Durante su gestión se concluyó el censo provincial iniciado en 1855, se aceleró la construcción de la Catedral de Salta, se dictó la Ley de Dominio Privado de Montes y se inició el control de la actividad minera. Se creó un Colegio de Educación Pública para varones, que más tarde sería el Colegio Nacional de Salta. Se prestó fuerte atención a la administración de la aislada región de Orán.
Terminó su mandato en junio de 1859, entregando el mando a Manuel Solá. Enfermo desde su juventud, falleció víctima de un infarto en Salta en 1860, según algunos autores, o el 26 de diciembre de 1862, según otros.
Su hijo Martín Gabriel Güemes y Güemes fue gobernador de Salta entre 1886 y 1889.